# Миньяр, Николя
Николя́ Минья́р, также — Миньяр Авиньо́нский (фр. Nicolas Mignard; 7 февраля 1606 года, Труа, Шампань, Франция — 20 мая 1668 года, Париж) — французский исторический живописец, портретист, рисовальщик и гравёр.

## Биография
Николя Миньяр крещён 7 февраля 1606 в церкви Сент-Мадлен (фр.) в Труа. Он был старшим братом более известного живописца Пьера Миньяра (Миньяра «Римского», 1612—1695); а также отцом Пьера Миньяра Второго (фр.) («Кавалера» Миньяра, архитектора и живописца, 1640—1725) и Поля Миньяра (фр.) (живописца и гравёра, 1641—1691).
Никола Миньяр (как и его младший брат, Пьер) приобрёл первый опыт художника в Труа, под наставничеством местного живописца (сведений о котором не сохранилось). После посещения и копирования образцов в Фонтенбло, где в XVI столетии, при короле Франциске I был центр ренессансного искусства, Николя Миньяр перебрался в Авиньон (1632). Там он написал многочисленные алтарные композиции на религиозные сюжеты для различных церквей.
В 1635 году предпринял поездку в Рим, сопровождая архиепископа Лионского. Николя вернулся в Авиньон в 1637 году, имея за плечами приобретённый там опыт создания гравюр: копий с картин Аннибале Карраччи в галерее Фарнезе.
В 1655 году художник познакомился с актёром и комедиографом Мольером, гастролировавшим в Авиньоне со своей труппой. Итогом знакомства стал поясной портрет Мольера в роли Цезаря в драме Пьера Корнеля 1644 года «Смерть Помпея» (фр.).
В 1657 году младший брат, Пьер Миньяр получил от кардинала Мазарини приглашение ко двору Людовика XIV. В 1660 году, по высочайшему распоряжению, и Никола Миньяр переехал в Париж. Здесь он жил и работал вплоть до своей смерти. Он расписал несколько помещений первого этажа дворца Тюильри, утвердив за собой репутацию первоклассного портретиста.
В 1663 году он стал членом Королевской Академии (фр. Académie royale de peinture et de sculpture); в следующем году — её профессором.
Художник Никола Миньяр умер в Париже 20 мая 1668 года.

## Галерея

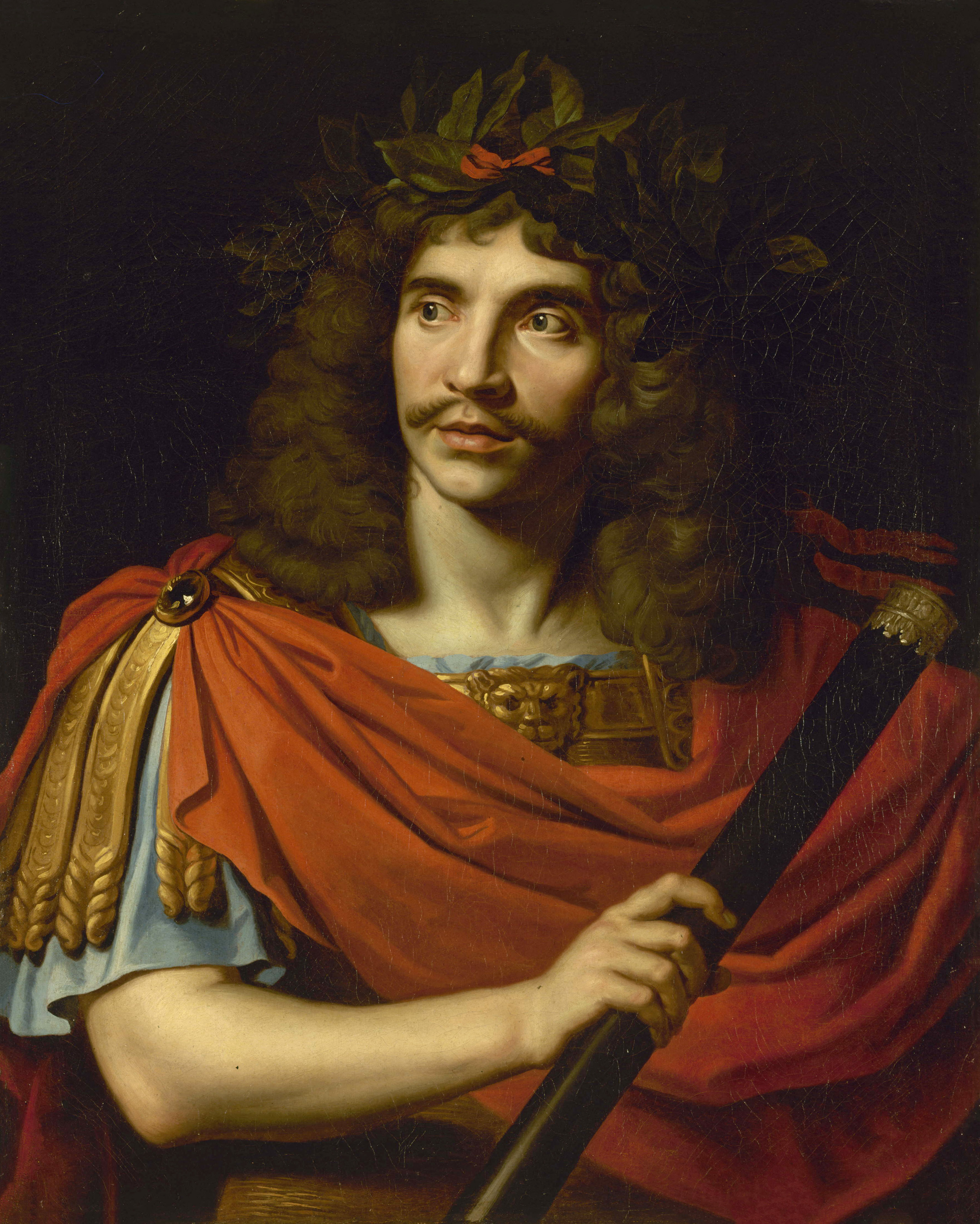
Портрет Мольера в театральном облачении. 1656 (Музей Карнавале
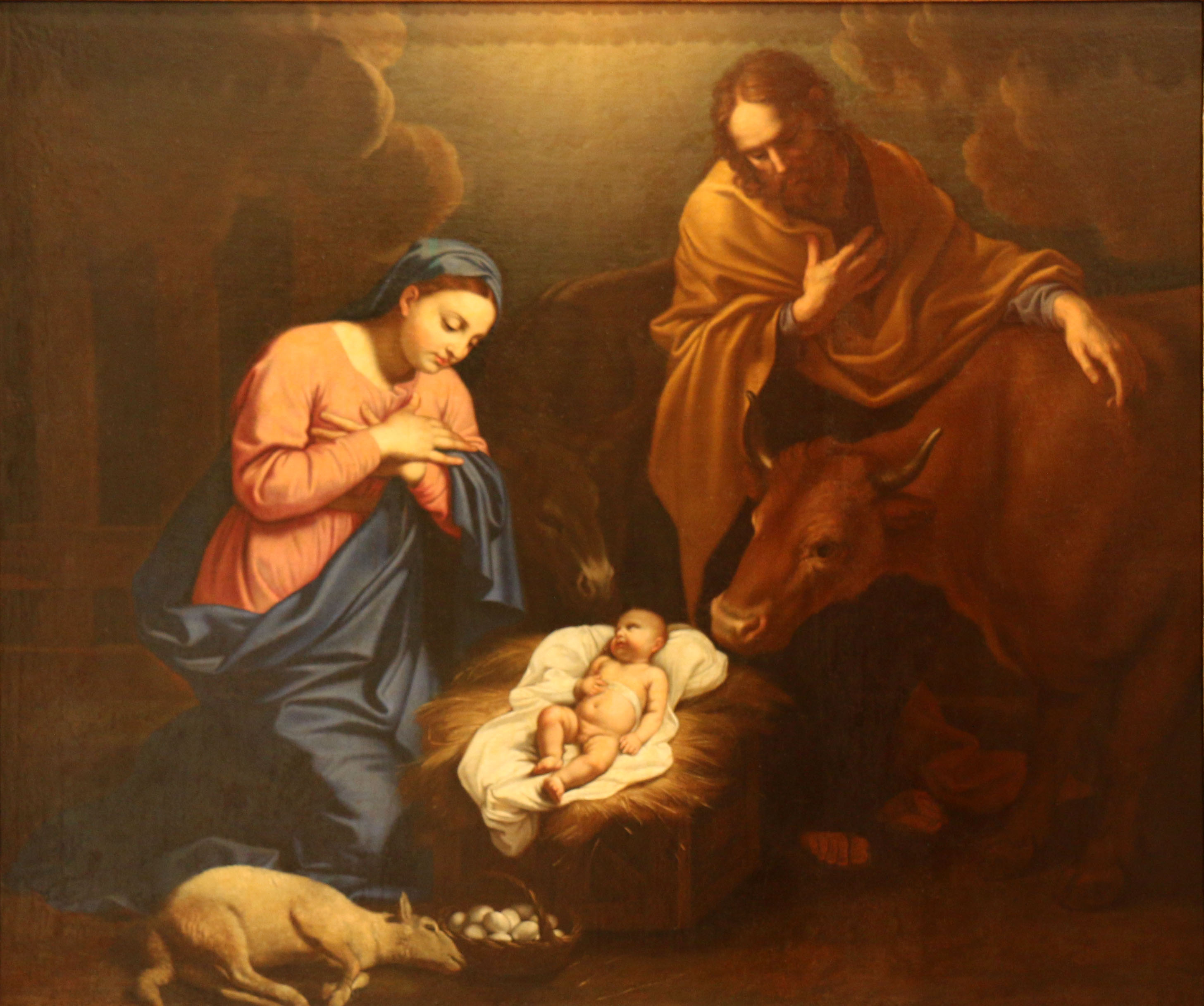
Рождество. 1656 Fondation Calvet (фр.), Авиньон
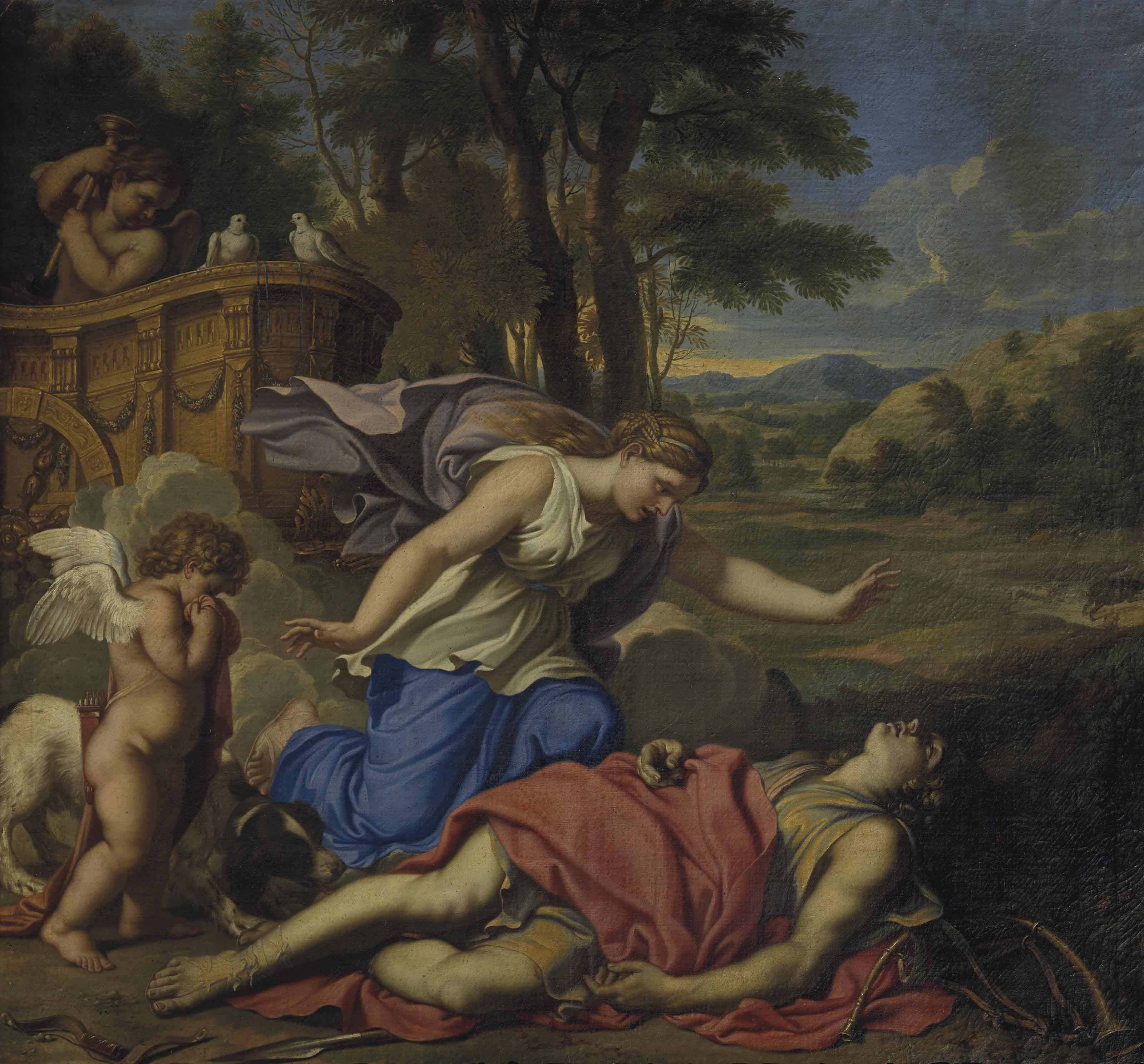
Венера и Адонис. холст, масло 110.5 × 117.5 см.
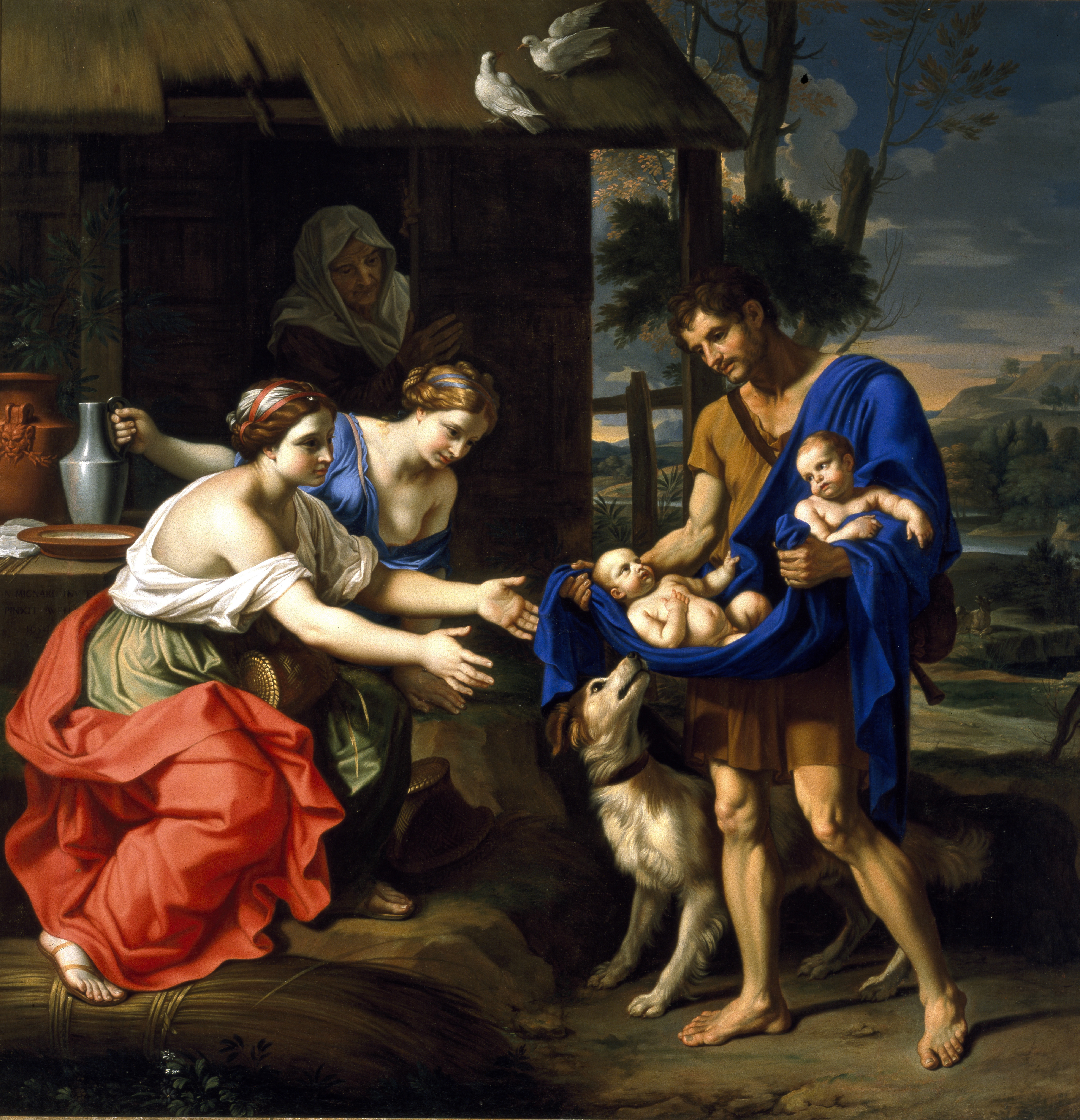
Пастух Фаустул приносит Ромула и Рема своей жене Ларентии. 1654 Музей искусств Далласа, Техас